# Francisco José Coïmbra
Pour les articles homonymes, voir Coimbra (homonymie).
Francisco José Julio Coïmbra ou João Francisco Coimbra, né en 1799 à Goa et mort en 1865 à Lisbonne, est un officier et explorateur portugais.

## Biographie
Originaire de Goa, issu d'une famille métis, nommé en 1838 gouverneur de la province de Bié, Major, il voyage du Mozambique aux lacs situés au nord du Kalahari de 1838 à 1848 et atteint le Benguela. 
Décrit par Verney Lovett Cameron comme un scélérat, il est le père du trafiquant d’esclaves Lourenço da Souza Coïmbra. 
Jules Verne le mentionne ainsi que son fils dans son roman Un capitaine de quinze ans (partie 2, chapitre IX).